# 火星軌道ランデブー

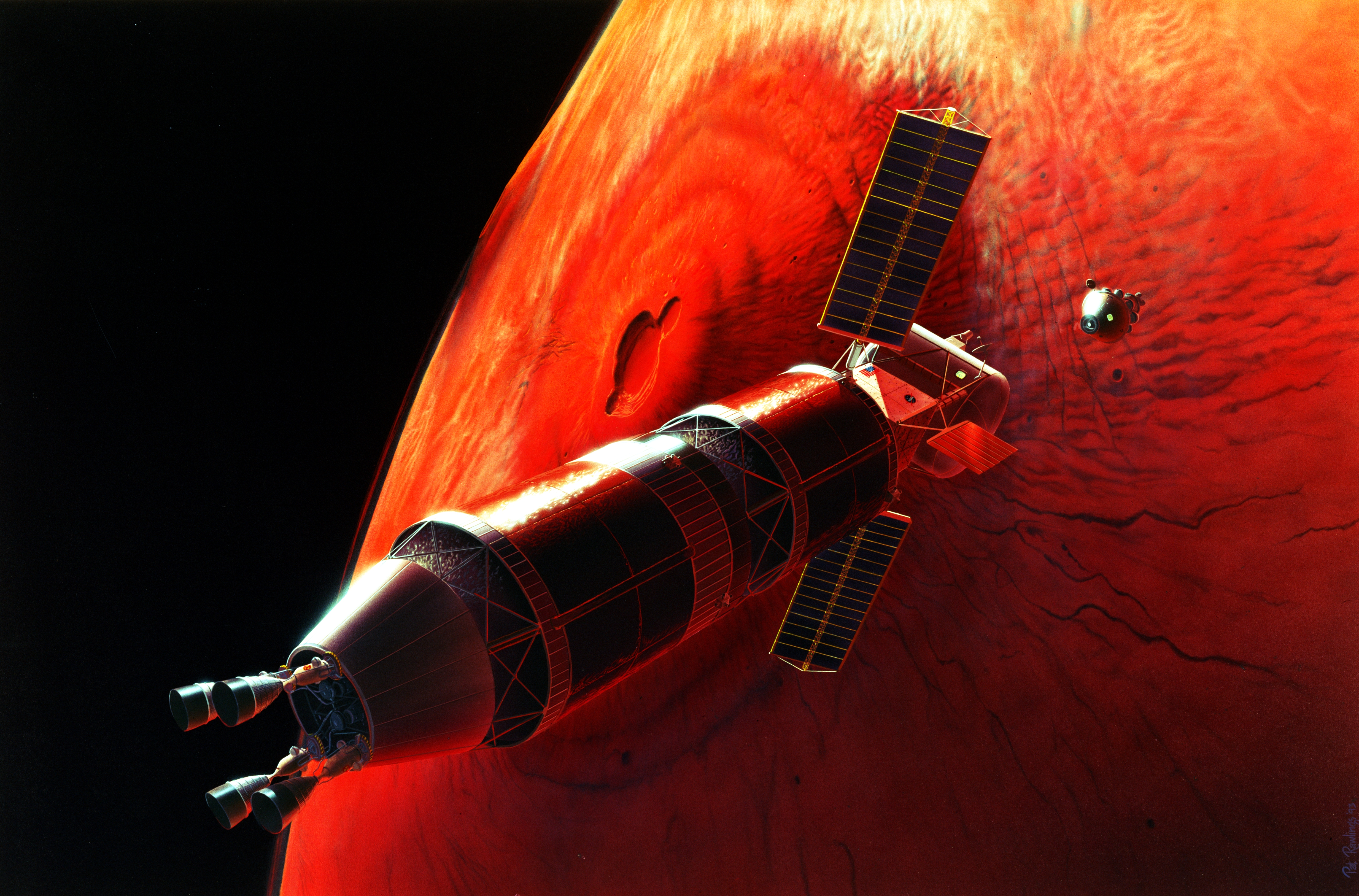
宇宙船と火星の上昇段階の間でランデブーする火星軌道のアーティストの概念。

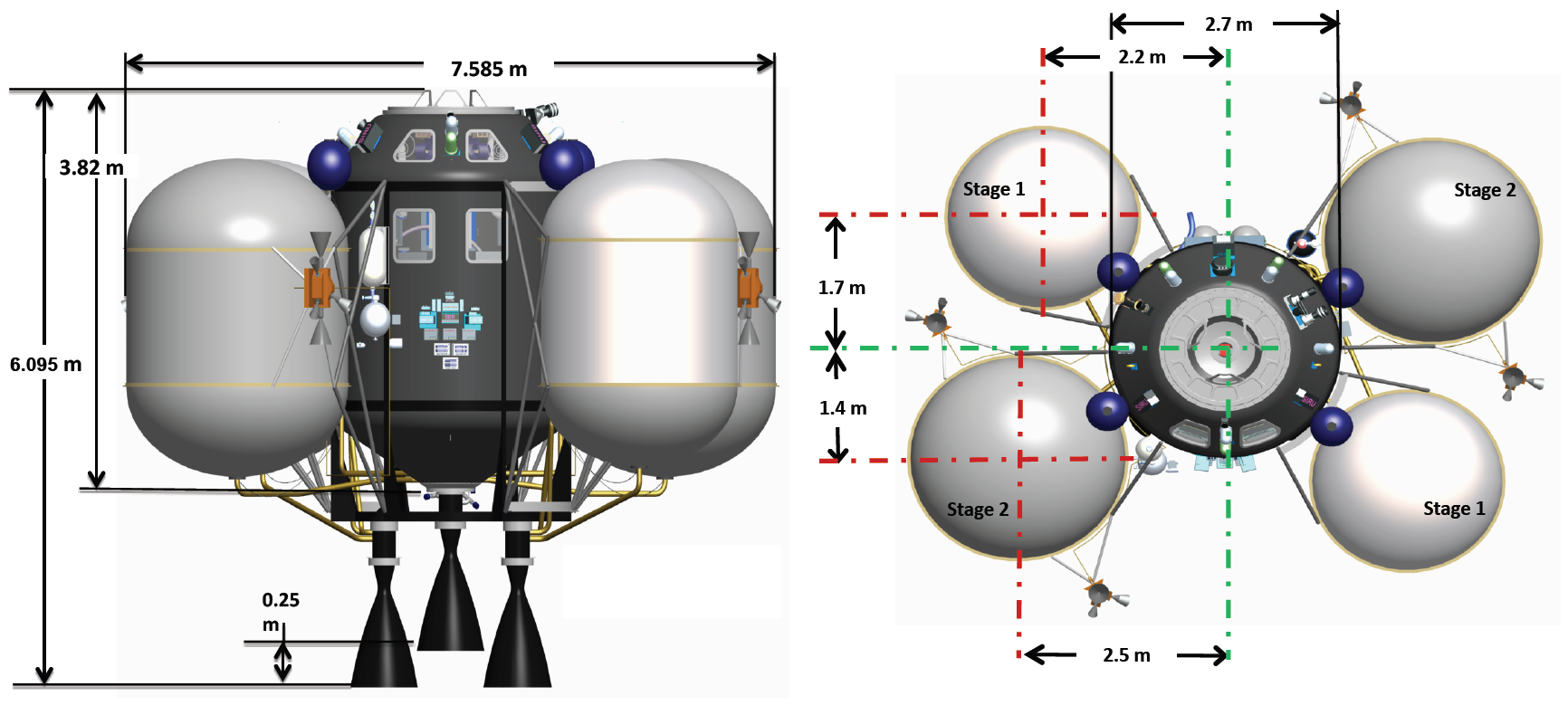
DRA5バージョンからの乗組員火星上昇ビークル

火星軌道ランデブー（かせいきどうランデブー、英語: Mars orbit rendezvous (MOR)）は、2つの宇宙船が火星軌道で合流および/またはドッキングする宇宙旅行の概念。たとえば、あるビークルが火星の上昇ステージから火星を離陸し、別の宇宙船と火星軌道でランデブーを行う。火星のサンプルリターンまたは火星への人間のミッションに適用すると、地球に戻るために必要な燃料が惑星に着陸しないため、表面に送られ軌道に戻る重量がはるかに少なくなる。また、無人宇宙船のサンプルリターンプランについても提案されている。
あるミッションの提案では、MORは火星降下上昇ビークル（DAV）と火星トランジットハビタットで計画されていた。そこでは、乗組員は火星に移動した後、DAVに移動する。これにより、火星のDAVは、乗組員なしで、トランジットの生息地とは別に発射することができる。
MORは、地球軌道ランデブー（EOR）や直接上昇とは対照的に、1969年から1972年にかけてNASAアポロ計画の地球の月へのミッションで使用された月軌道ランデブー（LOR）に類似している。
関連する概念は、火星のフライバイ・ランデブーである。このランデブーでは、宇宙船は軌道に入るのではなく、惑星の近くでランデブーを行う。火星のフライバイランデブーは、1960年代にNASAの有人宇宙船センターで評価された。当時、NASAは、火星着陸船、短期滞在の表面生息地、および火星・エクスカーション・モジュール（MEM）と呼ばれる上昇ビークルの組み合わせの設計を開発した。上昇段階でランデブーが行われ、MORと比較して、フライバイランデブーは、1つの宇宙船が火星を周回する必要がないことを意味する。
火星軌道ランデブーは、DRA5.0の微調整である火星への厳格な有人火星探査で利用された。